# Angelika Kurowska
Angelika Kurowska (ur. 6 lipca 1989 w Nowym Sączu) – polska aktorka teatralna, aktorka głosowa, aktorka telewizyjna i aktorka filmowa.

## Życiorys
W wieku 7 lat rozpoczęła zajęcia w teatrze dziecięcym w Nowym Sączu, należała do grupy baletowej Adagio działającej przy Pałacu Młodzieży w Nowym Sączu. Absolwentka II Liceum Ogólnokształcącego im. Marii Konopnickiej w Nowym Sączu. Jest absolwentką Akademii Teatralnej im. Aleksandra Zelwerowicza w Warszawie. Jej debiutem scenicznym były dwa spektakle: „Układ” Elii Kazana w reżyserii Michała Kotańskiego w Teatrze Bagatela w Krakowie i „Lady Oscar” Guillaume’a Mélanie w  reżyserii Romualda Szejda w Teatrze Scena Prezentacje w Warszawie. W 2012 roku użyczyła głosu Kopciuszkowi w nowej wersji dubbingu „Kopciuszka", a w 2019 roku znowu użyczyła głosu Kopciuszkowi w „Ralph Demolka w internecie". W 2018 roku zagrała rolę Danuty w spektaklu „Lost in the greenhouse” w Teatrze Orkater w Amsterdamie, gdzie zagrała rolę po holendersku. Zagrała także w holenderskim serialu „De 12 van Schouwendam”, gdzie grała Polkę Hanię, zmagającą się z depresją poporodową. Współpracuje z Teatrem Klasyki Polskiej, Teatrem Łaźnia Nowa, Teatrem Radia Polskiego. Współpracowała z Teatrem Bagatela.

## Filmografia
- 2011: Na Wspólnej jako Jowita Sawicka[1]
- 2011: Rezydencja jako Kornelia Gruber[1]
- 2011: Julia[1]
- 2011: Przepis na życie[1]
- 2013: Krew jako wnuczka[1]
- 2014: Pierwsza miłość jako Samanta Gwarczyńska[1]
- 2014: Lekarze jako Agnieszka[1]
- 2014-2015: Ojciec Mateusz jako Aga[1]
- 2015: O mnie się nie martw jako Dorota Gajewska[1]
- 2015: Słowik – jako barmanka[1]
- 2016: Bodo jako Nina (odc. 3)[1]
- 2016: Druga szansa jako sekretarka Adama[1]
- 2017: Przyjaciółki jako Aneta, sekretarka Zuzy
- 2019: Legiony jako Aniela
- 2019: De 12 van Schouwendam(inne języki) Hania (Holandia)[7]
- 2020: Archiwista jako Julia Dąbrowa (odc. 1)
- 2021: Wojenne dziewczyny jako Kaśka
- 2021: Test (Film fabularny - telewizyjny z cyklu PLANETA SINGLI. OSIEM HISTORII) jako Wiola
- 2021: M jak miłość jako Olga, koleżanka Magdy, siostra Adama Reckiego (odc. 1588, 1591)
- 2021: Krucjata. Prawo serii jako była dziewczyna Czajewskiego
- 2021: Komisarz Alex jako Elżbieta Lubicz, asystentka Kardasza (odc. 201)
- 2021: Chyłka. Oskarżenie jako stażystka w kancelarii "Żelazny McVay Chyłka"
- 2021: Chyłka. Inwigilacja (odc. 5)
- 2022: Stulecie winnych jako koleżanka Kasi z teatru (odc. 50)
- 2022-2023: Archiwista II jako aspirantka Julia Dąbrowa
- 2023: Zatoka szpiegów jako prostytutka (odc. 8,9)
- 2023-2025: Teściowie jako Pati
- 2023: Radość życia
- 2023: Miłość do kwadratu bez granic jako polonistka
- 2023: Kiedy ślub? jako menadżerka pałacu ślubów (odc. 2,8)
- 2024: Grupa krwi jako Agata
- 2024-2025: Sprawiedliwi – Wydział Kryminalny jako policjantka z Trójmiasta - Patrycja Berg (odc. 883, 886, 887)[8]
- 2025: Sprawiedliwi. Trójmiasto jako Patrycja Berg[9]

## Dubbing
- 1950: Kopciuszek – Kopciuszek[10]
- 2010: Bestia z Wolfsberga – Jordan[10]
- 2010: Kot Gaturro – Koteńka[10]
- 2012: Wyśpiewać marzenia – MTV VJ[10]
- 2012: Przygody Sary Jane – Rani Chandra
- 2013: Uniwersytet potworny
- 2014: Wielka szóstka – Honey Lemon[10]
- 2016: Kuromukuro – Sophie Noel, Koharu Shirahane[11]
- 2016: Gantz:O – Anzu Yamasaki[12]
- 2017-2018: Kakegurui – Yumeko Jabami[13]
- 2010–2013: Victoria znaczy zwycięstwo – Tori Vega
- 2009: Brygada – Morgan Gray
- 2021: WandaVision – Darcy Lewis
- 2023: Black Clover: Sword of the Wizard King – Charmy, Dorothy, Gimodelo[14]

## Teatr
- Lady Oscar[4]
- Zabawy jak nigdy[4]
- Mayday 2[4]
- Układ  E. Kazana[4]
- Carmen. Bella Donna” S. Vögla[4]
- Idiota[4]
- Lot nad kukułczym gniazdem[15]
- n o c d z i e ń s e n[15]
- Przypadki pana Jourdain[15]

## Teatr Radia Polskiego
- 2014: Odyseja Xięcia jako Sanitariuszka[15]
- 2014: Popieluszka cz. I-II jako Marysia[15]
- 2013: Lekcja Polskiego jako Emilka Zelter[15]
- 2013: Bransoletka jako (głos)[15]
- 2013: Tajmer jako (Marika)[15]
- 2013: Cztery przyczyny wezwania z przyczyny świętego Jerzego jako Maria[15]
- 2013: Komedia Romantyczna jako (Megi/Matka)[15]
- 2013: Śnieżny Kryzys w Białym Dole jako (Sulisława)[15]
- 2013: Plazma jako (Mysiek)[15]
- 2012: Rytuały Pogrzebowe w Czasach Rozwiniętego Barbarzyństwa jako (Spalona Ulka)[15]
- 2012: Portret Doriana Graya jako (Sybila Vane)[15]
- 2012: Zaduszki jako (Porucznik Listek)[15]
- 2011: Jezioro bez końca jako (Julka)[15]
- 2011: Wychowanka jako (Zosia)[15]
- 2011: Mosty (Hela), reż. M. Wleklik* 2010: Świętoszek jako (Marianna)[15]

## Nagrody
- 2014: „Arete”, nagroda Krajowej Rady Radiofonii i Telewizji za debiut aktorski w Teatrze Polskiego Radia; za rolę Emilki w „Lekcji polskiego” Anny Bojarskiej[1]
- 2015: Nagroda jury Hundred Grad Berlin Festiwal za spektakl „Dolphin who loved me"[16]
- 2016: Nagroda za drugoplanową rolę kobiecą w słuchowisku „Zagwazdrane żyćko” na 16. Festiwalu Teatru Polskiego Radia i Teatru Telewizji Polskiej „Dwa Teatry” w Sopocie[1]
- 2022: Nagroda Best Audio Empik Go, Brąz w kategorii: Namiętne historie 2022 za interpretację książki Moniki Ligi ,,Gorący śnieg"[17]